# Autobahnanschlussstelle Salzburg-Mitte
Salzburg-Mitte ist eine im Stadtgebiet Salzburg gelegene Autobahnanschlussstelle der österreichischen Westautobahn (A1). Sie liegt bei Autobahnkilometer 291,84 und hat demnach die Nummerierung Exit 292.

## Geschichte
Am 13. September 1941 erfolgt die Freigabe der ersten beiden Autobahnabschnitte der Reichsautobahn in der „Ostmark“: von der Behelfs-Anschlussstelle Schwarzbach, etwa 0,7 km westlich der Grenze am Walserberg, bis zur Autobahnanschlussstelle Salzburg-Mitte sowie vom Knoten Salzburg bis zur Autobahnanschlussstelle Salzburg-Süd bei Anif-Grödig. Bis zur Einstellung der Arbeiten 1942 waren bis Salzburg-Nord dann insgesamt 16 Kilometer Autobahn fertiggestellt. Im Zuge des sechsspurigen Ausbaus der Westautobahn zwischen den Autobahnanschlussstellen Nord und Knoten Salzburg (1995–2001) wurde aus der Abfahrt Mitte ein Verteilerkreis mit einem Innendurchmesser von 80 Metern. Teile des Verkehrs werden als Bypass-Führung am eigentlichen Kreisel vorbeigeführt, um den Verkehr zu entlasten. Der westliche Teil des Kreisverkehrs liegt über dem zeitgleich errichteten Umweltschutztunnel Liefering, für den östlichen wurde eine neue Brücke über die Westautobahn gespannt. Die neue Anschlussstelle wurde 2001 dem Verkehr übergeben.

## Verkehr

### Verkehrsaufkommen
Laut Verkehrsstatistik der ASFINAG frequentieren im August 2018 die Anschlussstelle Salzburg-Mitte wochentags im Durchschnitt täglich insgesamt rund 50.000 Kraftfahrzeuge; freitags und samstags lag der Tagesschnitt bei 56.000 bzw. 44.000 Kfz. An Sonn- und Feiertagen waren es rund 37.000 Fahrzeuge. Richtung Norden war das Verkehrsaufkommen etwas höher als in die Gegenrichtung.

### Verbindungen
Bei der Ausfahrt Salzburg-Mitte ist Richtung Osten und Westen die 3,8 km lange Münchener Straße (B155), die hier gleichzeitig die Fortsetzung der in der Stadt Salzburg beginnenden Münchener Bundesstraße bildet, eine Salzburger Landesstraße, auf der man auf kurzem Weg die Stadtteile Liefering und Lehen erreicht.